# Гонсувка-Скваркі
Ґонсувка-Скваркі (пол. Gąsówka-Skwarki) — село в Польщі, у гміні Лапи Білостоцького повіту Підляського воєводства.
Населення — 252 особи (2011).
У 1975-1998 роках село належало до Білостоцького воєводства.

## Демографія
Демографічна структура станом на 31 березня 2011 року:
|          | Загалом | Допрацездатний вік | Працездатний вік | Постпрацездатний вік |
| -------- | ------- | ------------------ | ---------------- | -------------------- |
| Чоловіки | 127     | 22                 | 90               | 15                   |
| Жінки    | 125     | 23                 | 72               | 30                   |
| Разом    | 252     | 45                 | 162              | 45                   |